# Georg Ecker (Politiker, 1960)
Georg Ecker (* 5. April 1960 in Wegscheid, Deutschland) ist ein österreichischer Politiker (ÖVP). Er ist seit 2003 Abgeordneter zum oberösterreichischen Landtag und war bis 2021 Bürgermeister von Kollerschlag.

## Ausbildung
Anschließend an die Pflichtschule besuchte Georg Ecker in den Jahren 1976 bis 1978 in Schlägl die Landwirtschaftliche Fachschule. Im Jahr 1978 legte er die Facharbeiterprüfung ab, der 1981 die Meisterprüfung folgte.

## Politischer Werdegang
Georg Ecker übte von 1997 bis 2003 die Tätigkeit eines Kammerrates der Oberösterreichischen Landwirtschaftskammer aus. 1991 wurde er Gemeinderat in Kollerschlag, seit 1995 ist er ebendort Vizebürgermeister und seit 23. Oktober 2003 bekleidet Georg Ecker das Mandat eines Abgeordneten des Oberösterreichischen Landtages. Der Landtagsabgeordnete ist im Ausschuss für Verkehrsangelegenheiten, für Umweltangelegenheiten sowie im Immunitäts- und Unvereinbarkeitsausschuss tätig.
Im August 2018 wurde er als Nachfolger von Reinhold Mitterlehner zum ÖVP-Bezirksparteiobmann im Bezirk Rohrbach gewählt. Im Jänner 2021 folgte er Franz Saxinger als Bürgermeister von Kollerschlag nach.
Im Rahmen der Gemeinderats- und Bürgermeisterwahlen 2021 wurde SPÖ-Kandidat Johannes Resch zum Bürgermeister gewählt, Ecker legte in der Folge auf Gemeindeebene alle Ämter zurück. Im Mai 2022 folgte ihm Gertraud Scheiblberger als ÖVP-Bezirksparteiobfrau im Bezirk Rohrbach nach.

## Privates
Der Landwirt Ecker ist verheirateter Vater dreier Kinder.